# Leichtathletik-Weltmeisterschaften 2011/Teilnehmer (Dänemark)
| Gelbes Symbol für Goldmedaillen mit stilisierten Olympischen Ringen | Graues Symbol für Silbermedaillen mit stilisierten Olympischen Ringen | Braundes Symbol für Bronzemedaillen mit stilisierten Olympischen Ringen |
| ------------------------------------------------------------------- | --------------------------------------------------------------------- | ----------------------------------------------------------------------- |
| —                                                                   | —                                                                     | —                                                                       |

Der Leichtathletik-Verband Dänemarks stellte bei den Leichtathletik-Weltmeisterschaften 2011 im koreanischen Daegu sechs Teilnehmer.

## Ergebnisse

### Männer

#### Laufdisziplinen
| Athlet           | Disziplin | Vorlauf     | Vorlauf | Halbfinale     | Halbfinale | Finale        | Finale        |
| Athlet           | Disziplin | Zeit        | Platz   | Zeit           | Platz      | Zeit          | Platz         |
| ---------------- | --------- | ----------- | ------- | -------------- | ---------- | ------------- | ------------- |
| Andreas Bube     | 1500 m    | 1:46,64 min | 14      | 1:45,48 min PB | 9          | ausgeschieden | ausgeschieden |
| Jesper Faurschou | Marathon  |             |         |                |            | 2:21:15 h     | 34            |

#### Sprung/Wurf
| Athlet          | Disziplin   | Qualifikation | Qualifikation | Finale        | Finale        |
| Athlet          | Disziplin   | Weite/Höhe    | Platz         | Weite/Höhe    | Platz         |
| --------------- | ----------- | ------------- | ------------- | ------------- | ------------- |
| Anders Møller   | Dreisprung  | 16,14 m       | 22            | ausgeschieden | ausgeschieden |
| Kim Christensen | Kugelstoßen | 19,74 m       | 16            | ausgeschieden | ausgeschieden |

### Frauen

#### Laufdisziplinen
| Athletin            | Disziplin    | Vorlauf    | Vorlauf | Halbfinale | Halbfinale | Finale        | Finale        |
| Athletin            | Disziplin    | Zeit       | Platz   | Zeit       | Platz      | Zeit          | Platz         |
| ------------------- | ------------ | ---------- | ------- | ---------- | ---------- | ------------- | ------------- |
| Sara Slott Petersen | 400 m Hürden | 56,32 s NR | 22      | 56,49 s    | 18         | ausgeschieden | ausgeschieden |

#### Sprung/Wurf
| Athletin            | Disziplin      | Qualifikation | Qualifikation | Finale        | Finale        |
| Athletin            | Disziplin      | Weite/Höhe    | Platz         | Weite/Höhe    | Platz         |
| ------------------- | -------------- | ------------- | ------------- | ------------- | ------------- |
| Caroline Bonde Holm | Stabhochsprung | 4,25 m        | 25            | ausgeschieden | ausgeschieden |